# رودريغو بارنز
رودريغو بارنز (بالإنجليزية: Rodrigo Barnes)‏ هو لاعب كرة قدم أمريكية أمريكي، ولد في 10 فبراير 1950 في واكو في الولايات المتحدة.

## وصلات خارجية
- رودريغو بارنز على موقع مرجع كرة القدم المحترفة.كوم (الإنجليزية)